# Анггун
Анггун Джипта Сасмі (Anggun Cipta Sasmi, нар. 29 квітня 1974, Джакарта, Індонезія) — індонезійська співачка, авторка пісень, наразі проживає у Франції. Окрім індонезійської, виконує пісні французькою та англійською мовами. Перша індонезійська співачка, що пробилася до європейських та американських чартів. Її альбоми неодноразово ставали золотими та платиновими у кількох європейських країнах.
Представила Францію на пісенному конкурсі Євробачення 2012 у Баку.

## Життєпис

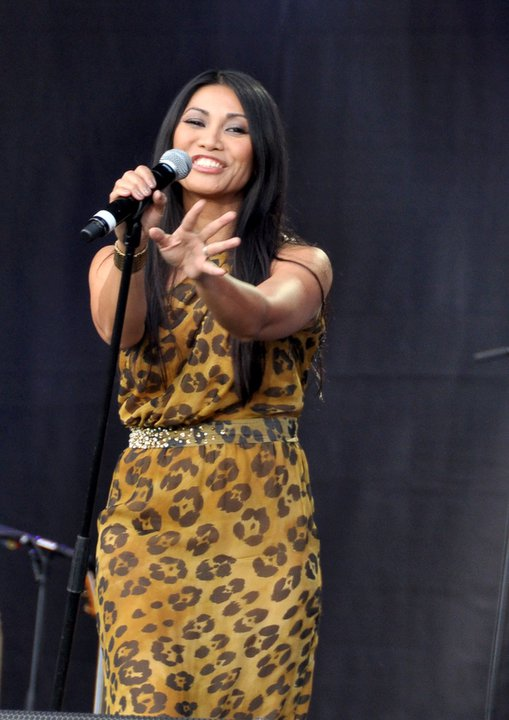
Anggun на концерті SOS Racisme, 14 липня 2011

Народилася 29 квітня 1974 в столиці Індонезії — Джакарті. Виступає з 12 років. Завоювавши успіх на сцені у себе на батьківщині, вона вирішила зробити міжнародну кар'єру і виїхала з Індонезії в 1994 р., близько року прожила в Лондоні, потім переселилася до Парижа, де познайомилася з продюсером Еріком Бенці, який пізніше допоміг їй підписати контракт з компанією Sony Music France і записати її перший французький альбом «Au Nom de la Lune» (В ім'я Місяця) в 1996.
У 1997 стала першою азійською співачкою, яка випустила міжнародний альбом «Snow on the Sahara» (Сніг Сахари), що вийшов в 33 країнах світу. Випустила 14 студійних альбомів (індонезійською, англійською та французькою мовами), а також 5 компіляційних альбомів та один альбом саундтреків.
Вона співпрацювала з німецьким електронним проектом Schiller, виступивши співавтором двох пісень «Always You» і «Blind», для його альбому Atemlos (2010).

## Анггун на Євробаченні
Виступила 26 травня 2012 у фіналі Євробачення 2012 з піснею «Echo (You and I)». Зайняла 22 місце.

## Дискографія
Студійні альбоми індонезійською мовою:
- Dunia Aku Punya (1986)
- Anak Putih Abu Abu (1991)
- Nocturno (1992)
- Anggun C. Sasmi… Lah!!! (1993)

Англомовні студійні альбоми:
- Snow on the Sahara (1997)
- Chrysalis (2000)
- Luminescence (2005)
- Elevation (2008)
- Echoes (2011)
- 8 (2017)

Франкомовні студійні альбоми:
- Au nom de la lune (1997)
- Désirs contraires (2000)
- Luminescence (2005)
- Élévation (2008)
- Échos (2011)
- Toujours un ailleurs (2015)

Компіляційні альбоми:
- Mimpi (1989)
- Tua Tua Keladi (1990)
- Takut (1990)
- Yang Hilang (1994)
- Best-Of (2006)
- Best-Of: Design of a Decade 2003–2013 (2013)

Саундтрек:
- Open Hearts (2002) — саундтрек до фільму «Відкриті серця».
- Al Capone - Comedie musicale (2022)